# Liu Wen
Liu Wen, née le 27 janvier 1988 à Yongzhou en Chine est un mannequin chinois.
Elle est actuellement l'égérie de Estée Lauder, H&M et Gap.

## Biographie
À l'âge de dix-sept ans, alors qu'elle travaille comme guide touristique, elle remporte le concours « New Silk Road World Model ».
Elle commence sa carrière en 2007, en posant en couverture des versions chinoises de FHM, Vogue et Marie Claire. L'année suivante, elle signe un contrat avec l'agence de mannequins Marilyn Agency. Ses premiers défilés se font en février 2008, lors des semaines des défilés de Milan et de Paris, notamment pour Karl Lagerfeld et Jean Paul Gaultier.
En 2009, elle est le premier mannequin chinois à défiler pour la marque de lingerie Victoria's Secret,,. Elle continue de participer à leurs défilés jusqu'en 2012. Le 2 septembre, elle est le premier mannequin à avoir son Model Wall sur le site internet du Vogue américain. La même année, elle est le mannequin ayant participé au plus de défilés, 74.
En 2010, elle devient l'égérie d'Estée Lauder aux côtés de Constance Jablonski et Joan Smalls. Elle est leur première égérie asiatique,.
En 2013, elle dessine, avec Joan Smalls, Daphne Groeneveld et Lindsey Wixson, les vingt-trois modèles de la collection printanière The New Icons de H&M,,.
En 2014, elle pose en couverture de Vogue China avec une Apple Watch à son poignet ; c'est la première fois que cet objet est porté dans un magazine.
Selon le magazine Forbes, elle est le 5e mannequin le mieux payé au monde en 2013 avec un revenu annuel estimé à 4,3 millions de dollars. En 2014 elle se hisse à la troisième place de ce classement avec un revenu annuel estimé à plus de 7 millions de dollars. Elle est la première asiatique de l'histoire à s'y faire une place[réf. souhaitée].
En 2015, elle participe à la version chinoise de l'émission "We Got Married" avec Siwon des Super Junior.
En 2016, elle retourne dans le défilé Victoria's Secret.
En 2017, Liu défile pour son cinquième spectacle de mode de Victoria's Secret. Lorsqu'elle a arpenté le podium de VS pour la première fois, elle était alors le seul mannequin asiatique à le faire.